# El extraño caso de la mujer asesinada
El extraño caso de la mujer asesinada es una película de Argentina en blanco y negro dirigida por Boris H. Hardy según el guion de Alejandro Casona sobre la obra teatral El caso de la mujer asesinadita de Álvaro de la Iglesia y Miguel Mihura que se estrenó el 27 de julio de 1949 y que tuvo como protagonistas a María Duval, George Rigaud, Francisco Martínez Allende y Malisa Zini. Hay otra película basada en la misma obra que se llama El caso de la mujer asesinadita y dirigió Tito Davison en México en 1955.
Fue la última película en la que actuó María Duval.

## Sinopsis
Una mujer aficionada al espiritismo y descuidada por su esposo entabla relación (primero onírica, después amorosa, al final metafísica) con un industrial norteamericano.

## Reparto
- María Duval … Mercedes
- George Rigaud … Norton
- Francisco Martínez Allende … Lorenzo
- Malisa Zini … Raquel
- Benita Puértolas ... Rosaura
- Homero Cárpena ... Dr. Marcell
- Alberto Contreras ... Renato
- Iris Portillo ... Teresa
- Max Citelli ... Arístides
- Iris Martorell ... Doña Pura
- Yolanda Alexandrini
- Sicardi-Brenda

## Comentarios
Clarín dijo:

”Comedia entre reidera y misteriosa: agradable”.

La Nación opinó de la película:

”Contrastes de existencia y de fantasía provocan …sus rasgos más interesantes, si bien la resolución cinematográfica del problema imponía una mayor definición de asuntos sugestivos y directos ”.

Por su parte, Manrupe y Portela escriben:

”Una médium posída por Napoleón que habla en guaraní. Un cacique piel roja que al no tener pipa de la paz, opta por escuchar la radio. Una película despareja pero genuinamente rara que todavía puede seguirse con interés”.